# Национальная армия Мэнцзяна
Национальная армия Мэнцзяна (кит. 蒙古军, сокращенно НАМ) — армия государства Мэнцзян. Упразднена в 1945 году.

## История
Национальная армия Мэнцзяна (НАМ) была создана в 1936 году, формально как армия независимого государства, на самом же деле она подчинялась Японии. Её командный состав, состоявший, в основном, из уроженцев Внутренней Монголии, находился под руководством японских офицеров. Такая структура была обычной для вспомогательных внешних частей вооружённых сил империи. В задачи НАМ входила поддержка операций Императорской армии Японии, её оккупационных сил в регионах Северного Китая (в частности, против МНР) и функции по защите власти автономии и поддержанию общественной безопасности совместно с местными полицейскими подразделениями.

## Структура

### Структура НАМ до реформы
НАМ подразделялась на девять кавалерийских дивизий, две из которых (6-я и 8-я) являлись резервными. 1-я, 2-я, 3-я, 4-я, 5-я и 6-я дивизии были сведены в 1-й корпус, 7-я, 8-я и 9-я дивизии были сведены во 2-й корпус.
Каждая дивизия должна была насчитывать 1500 человек, которые, в свою очередь, делились на три полка по 500 сабель и роту пулеметчиков (120 человек). На практике же численность личного состава колебалась от одной до двух тысяч человек (к примеру, 8-я дивизия насчитывала 2000 человек). Кроме того, насчитывалось два артиллерийских полка, приданных корпусам (на каждый корпус — один артиллерийский полк). Кроме того, у князя Дэ Вана, чингизида, были личные войска в количестве около 1000 человек. Численный состав армии колебался от 4000 до 18000 человек. 

### Награды
У Мэнцзяна была единственная военная награда — Знак «За военные заслуги». Первая степень выдавалась только офицерам, начиная с младших. В свою очередь, вторая и третья степени — всем остальным.

### Великая ханьская справедливая армия
Также командованию НАМ подчинялась Великая ханьская справедливая армия (кит. 大漢義軍, командующий — милитарист Ван Ин), насчитывающая около 6000 человек, разделенных на четыре бригады.

### Структура НАМ после реформы
В 1943 году была проведена реформа, в результате которой 4-я и 5-я дивизии были сведены в новую 8-ю дивизию. Старая 8-я и 7-я дивизии были сведены в новою 9-ю дивизию. В 1945 году НАМ насчитывала шесть дивизий (две кавалерийские и четыре пехотные), три независимые бригады и один специальный полк. Общая численность армии на 1945 год была около 12000 человек. 

## Воинские звания
| Категория                 | Звание                             | Погон |
| Генералы кит. 将官        | Генерал армии кит. 上将            |       |
| Генералы кит. 将官        | Генерал-лейтенант кит. 中将        |       |
| Генералы кит. 将官        | Генерал-майор кит. 少将            |       |
| Старшие офицеры кит. 校官 | Полковник кит. 上校                |       |
| Старшие офицеры кит. 校官 | Подполковник кит. 中校             |       |
| Старшие офицеры кит. 校官 | Майор кит. 少校                    |       |
| Младшие офицеры кит. 尉官 | Старший лейтенант кит. 上尉        |       |
| Младшие офицеры кит. 尉官 | Лейтенант кит. 中尉                |       |
| Младшие офицеры кит. 尉官 | Младший лейтенант кит. 少尉        |       |
| Прапорщики кит. 准士官    | Прапорщик кит. 准尉                |       |
| Сержанты кит. 副士官      | Старший сержант кит. 上士          |       |
| Сержанты кит. 副士官      | Сержант кит. 中士                  |       |
| Сержанты кит. 副士官      | Младший сержант кит. 下士          |       |
| Рядовые кит. 兵           | Рядовой высшего класса кит. 上等兵 |       |
| Рядовые кит. 兵           | Рядовой первого класса кит. 一等兵 |       |
| Рядовые кит. 兵           | Рядовой второго класса кит. 二等兵 |       |

## Национальный состав НАМ
1-я, 2-я и 3-я дивизии состояли из ханьцев, 4-я, 5-я и 6-я дивизии состояли из китайских монголов. В целом 1-й корпус состоял из пленных гоминьдановцев, бывших бандитов и солдат местных милитаристов. 2-й корпус состоял, в основном, из монголов. Великая справедливая армия Хан состояла почти полностью из ханьцев.

## Оснащение и вооружение НАМ

### Пехота и кавалерия
В арсенал армии Мэнцзяна попали самые разные винтовки, в основном купленные князем или подаренные японцами. Первым оружием, которое получила армия, были 10 000 винтовок Liao Type 13 из Мукденского арсенала, подаренные Чжан Сюэляном. На вооружении пехоты и кавалерии НАМ в основном состояли винтовки Mauser 98 и их китайские копии (винтовки Hanyang Тип 88 и Тип 84), а также пулеметы ZB vz. 26, захваченные у китайских войск (всего в НАМ насчитывалось около 200 пулеметов). Кроме того, в охране князя Дэ Вана насчитывалось некоторое количество пистолетов-пулеметов Sig. Model 1930.
В 1936 году была введена новая униформа, созданная по образцу униформы армии Гоминьдана. Она включала в себя серую куртку свободного покроя и серые хлопчатобумажные брюки. Вместе с ней носили серую хлопчатобумажную фуражку с козырьком (похожую на ту, что применялась в Русской императорской армии во время Первой мировой войны). Также иногда использовалась обычная форма японской армии, но с мэнцзянскими знаками различия.

### Артиллерия
Артиллерия, насчитывавшая около 70 различных орудий, состояла из большого числа минометов и некоторого количества трофейных китайских пушек различных типов, вследствие чего постоянно возникали проблемы со снабжением снарядами и запчастями.

### Авиация и бронетехника
Танками и бронеавтомобилями НАМ не обладала, но по некоторым данным, Япония передала НАМ несколько трофейных танков и бронеавтомобилей. Авиация насчитывала один пассажирский самолет Fokker Super Universal, переданный 8 июля 1935 года князю Дэ Вану правительством Маньчжоу-го.

## Участие в боевых действиях

### Суйюаньская кампания (1936)
Первые боевые действия, в которых приняла участие НАМ, была Суйюаньская кампания.

14 ноября 1936 года, 7-я и 8-я дивизии НАМ напали на китайский гарнизон в городе Хонгорт. Уже 17 ноября китайские войска разбили войска НАМ. Разбитые монголы принялись беспорядочно отступать. К 19 декабря почти половина из нападавших (7000 из 15000) была уничтожена, дезертировала или была взята в плен гоминьдановцами.

### Японо-китайская война (1937—1945)
В августе 1937 года, НАМ участвовала в Чахарской операции и битву за Тайюань, окончившуюся победой Японии и Мэнцзяна.

### Советско-японская война
11 августа 1945 года 1-я дивизия НАМ попыталась атаковать конно-механизированную группу генерал-полковника Плиева, понеся большие потери. Вот как описывает в своих воспоминаниях И. А. Плиев атаку НАМ:

«Рев моторов навел ужас на людей и лошадей. Масса конников задвигалась из стороны в сторону, ещё больше уплотняя строй. Обезумевшие животные, шарахаясь друг на друга, сбрасывали седоков и табуном мчались по степи, унося на себе чудом удержавшихся в седле всадников. После этой безумной скачки поле покрылось трупами».

Войска Советского Союза и МНР уничтожили и разоружили три монгольские дивизии НАМ. Оставшиеся войска НАМ перешли на сторону китайских коммунистов.